# Distrito Municipal de Willow Creek n.º 26
Willow Creek n.º 26 es un distrito municipal canadiense situado en la provincia de Alberta.

## Superficie
Willow Creek n.º 26 tiene una superficie de 4485,05 km².

## Demografía
En 2021, tenía 6081 habitantes, una densidad poblacional de 1,4 hab./km², y 2115 viviendas.